# Заозјорни
Заозјорни (рус. Заозёрный) град је у Русији у Краснојарском крају. Према попису становништва из 2010. у граду је живело 11285 становника.

## Становништво
| 1939. | 1959.  | 1970.  | 1979.  | 1989.  | 2002.  | 2010.  |
| ----- | ------ | ------ | ------ | ------ | ------ | ------ |
| 9.152 | 34.724 | 27.216 | 15.848 | 15.714 | 12.476 | 11.285 |